# Babice nad Svitavou (przystanek kolejowy)
Babice nad Svitavou – przystanek w Babicach nad Svitavou, w kraju południowomorawskim, w Czechach. Znajduje się na wysokości 240 m n.p.m.
Jest zarządzany przez Správę železnic. Na przystanku nie ma możliwość zakupu biletów, a obsługa podróżnych odbywa się w pociągu.

## Linie kolejowe
- 260 Česká Třebová – Brno